# Stanevo, Montana
Stanevo (în bulgară Станево, în trecut Ciucian) este un sat în comuna Lom, regiunea Montana,  Bulgaria. 
Satul a fost locuit de români.

## Demografie
Componența etnică a satului Stanevo
     Bulgari (93,25%)
     Nicio identificare (6,74%)
     Altele (0%)
La recensământul din 2011, populația satului Stanevo era de 341 locuitori. Din punct de vedere etnic, majoritatea locuitorilor (93,25%) erau bulgari. Pentru 6,74% din locuitori nu este cunoscută apartenența etnică.